# Paracladura latipennis
Paracladura latipennis är en tvåvingeart som beskrevs av Alexander 1930. Paracladura latipennis ingår i släktet Paracladura och familjen vintermyggor. Inga underarter finns listade i Catalogue of Life.